# (36056) 1999 RX32
1999 RX32 (asteroide 36056) é um asteroide da cintura principal. Possui uma excentricidade de 0.06164344 e uma inclinação de 3.26534º.
Este asteroide foi descoberto no dia 8 de setembro de 1999 por Herman Mikuz em Crni Vrh.